# آدم كلايتون باول الرابع
آدم كلايتون باول الرابع هو سياسي أمريكي، ولد في 1962 في سان خوان في الولايات المتحدة. نشط حزبياً في الحزب الديمقراطي. وقد انتخب عضو جمعية ولاية نيويورك ‏.

## وصلات خارجية
- الموقع الرسمي